# أحمد أكرم
أحمد أكرم محمود (مواليد 20 أكتوبر 1996) هو سبّاح مصري فاز بأربع ميداليات ذهبية في الألعاب الأفريقية وميدالية واحدة في الألعاب الأولمبية للشباب، وصاحب الرقم القياسي المصري في سباق 800 و 1500 متر حرة و 200 متر فراشة.
 أنهى في المركز الرابع في سباق 1500 متر حرة ضمن بطولة العالم للألعاب المائية 2015.

## روابط خارجية
- أحمد أكرم على موقع الاتحاد الدولي للسباحة (الإنجليزية)
- أحمد أكرم على موقع اللجنة الأولمبية الدولية (الإنجليزية)
- أحمد أكرم على موقع أوليمبيديا (الإنجليزية)